# Nathalie Bulle
Pour les articles homonymes, voir Bulle.
Nathalie Bulle, née le 6 avril 1964 est une sociologue française.
Directrice de Recherche au CNRS au Groupe d’étude des méthodes de l’analyse sociologique de la Sorbonne (GEMASS, Paris), elle est considérée comme l'un des représentants de l'école boudonnienne.

## Travaux
Nathalie Bulle a développé ses recherches dans trois domaines :
- Sociologie de l’éducation portant sur l’évolution pédagogique notamment en France et aux États-Unis,
- Méthodes mathématiques appliquées à l’analyse comparée de l’inégalité des chances
- Épistémologie des sciences sociales et particulièrement sur la modélisation de l’action humaine.

Son intérêt pour l’analyse de la pensée humaine, sous sa forme commune ou sous sa forme scientifique, anime l’ensemble de ses travaux appliqués à l’enseignement et à la pédagogie comme au développement des idées et des idéologies.
Nathalie Bulle est membre du Conseil Scientifique de l'Enseignement Scolaire (DGESCO).
Nathalie Bulle a été nommée Membre du Haut Conseil de l'Éducation par le Président de la République.

## Publications
Elle a publié plusieurs ouvrages et de nombreux articles sur ces thèmes :
- La rationalité des décisions scolaires. Analyse comparée de l’évolution des systèmes d’enseignement secondaire français et américain au cours du XXe siècle (PUF 1999),
- Sociologie et éducation (PUF 2000, trad. Sociology and Education.  (ISBN 978-2130483496)
- Issues in Sociology of Education (Peter Lang 2008),  (ISBN 978-3039115877)
- École et Société (dir. Avec Raymond Boudon et Mohamed Cherkaoui, PUF 2001),
- L’école et son double. Essai sur l’évolution pédagogique en France (Hermann, 2009, réédition 2010).